# Pyrgulopsis texana
Pyrgulopsis texana (tên tiếng Anh: phantom cave snail hoặc phantom cavesnail) là một loài ốc nước ngọt rất nhỏ có nắp, là động vật chân bụng sống dưới nước thuộc họ Hydrobiidae.

## Phân bố
Đây là loài đặc hữu của hạ lưu sông Pecos, Texas, Hoa Kỳ.